# Francesca Bertolli
Francesca Bertolli (Roma, 1710 – Bologna, 9 gennaio 1767) è stata un contralto italiana.

## Biografia
Romana, fu un contralto del XVIII secolo specializzata in parti maschili: Handel, nelle cui opere aveva cantato, per lei ne scrisse parecchie. È ricordata appunto in particolare per la sua collaborazione con il compositore George Frideric Handel.
Non esistono molte informazioni sui primi anni della sua carriera, ma dal 1728 era al servizio della granduchessa di Toscana, cantando a Bologna e Livorno. Dopo l'iniziale esperienza con l'Accademia Reale, Handel istituì una seconda società con lo stesso nome, con sede presso il King's Theatre, e per questo scopo nel 1729 scritturò la Bertolli. Ella si esibì in circa 15 delle opere di Handel, così come in opere di Ariosti e in una serie di pasticci musicali. Nel 1733, tuttavia, disertò per la rivale compagnia dell'Opera della Nobiltà, insieme a Senesino e Antonio Montagnana, dove cantò in opere di Porpora e Bononcini, oltre che in Ottone di Handel..
Nel 1736, tuttavia, tornò a collaborare con Handel per un altro anno e si esibì in 4 o 5 delle sue opere. A conclusione di questo secondo impegno tornò in Italia, dove continuò a cantare fino a quando si ritirò dalle scene nel 1742. Il suo ritiro non fu totale, perché è noto che cantò in un concerto privato al fianco di Antonio Bernacchi a Bologna nel 1746.
I suoi ruoli in opere di Handel comprendono (fra gli altri) Armindo in Partenope, Medoro in Orlando, Ramisa in Arminio e Selene in Berenice. Si era specializzata in ruoli in travesti ed era rinomata per la sua bellezza.

Al suo debutto, Mrs Pendarves, ammiratrice e amica di Handel e attenta osservatrice dei fatti operistici dell'epoca, confidò alla sorella:
La sua bellezza fisica attirò le infruttuose attenzioni del Principe di Galles nel 1733, ma ad un fisico così eccezionale non corrispondeva una voce altrettanto notevole. Mrs Pendarves considerò poco la sua abilità come cantante, ed i suoi ruoli indicavano un'assenza di virtuosismo e di estensione vocale. Nonostante questo nessun altro cantante, a parte Senesino e Anna Maria Strada, si esibì così spesso nelle opere teatrali di Handel.